# Spilosoma rhodius
Spilosoma rhodius är en fjärilsart som beskrevs av Rothschild 1920. Spilosoma rhodius ingår i släktet Spilosoma och familjen björnspinnare. Inga underarter finns listade i Catalogue of Life.